# 염주역
염주역(鹽州驛)은 조선민주주의인민공화국 평안북도 염주군 염주읍에 위치한 평의선과 백마선의 철도역이다. 피현군 백마역을 지나 신의주시 남신의주역까지 우회하는 지선인 백마선이 본 역에서 분기한다. 개업 당시 이름은 남시역(南市驛)이었다.